# Walter Gerhold

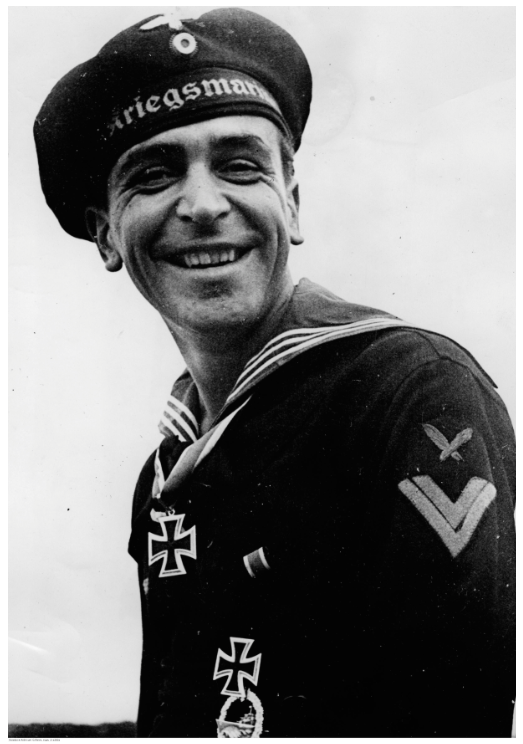
Schreibermaat Walter Gerhold nach dem Erhalt des Ritterkreuzes, Juli 1944.

Walter Gerhold, (* 8. Juni 1921 in Benolpe bei Olpe (Sauerland); † 2. März 2013 in Lünen) war ein deutscher Marineangehöriger, Einzelkämpfer und Einmanntorpedofahrer des Typs Neger, zuletzt im Range eines Schreibermaats im Zweiten Weltkrieg und erster Träger des Ritterkreuz des Eisernen Kreuzes der Kriegsmarine im Mannschaftsstand.

## Leben
Gerhold trat am 16. Oktober 1940 der Kriegsmarine bei und wurde am selben Tag als Rekrut der 6. Schiffsstammabteilung zugeteilt, die in der Graf-Spee-Kaserne in Wilhelmshaven stationiert war. Am 2. Dezember 1940 erfolgte Gerholds Versetzung zur 2. Schiffsstammabteilung, wo er eine Ausbildung als Schreibergast aufnahm. Vom 30. Januar 1941 bis 3. Dezember 1943 war Gerhold zunächst als Schreiber eingesetzt und versah seinen Dienst in dieser Funktion in verschiedenen Torpedobootflottillen sowie auf den Torpedobooten T 111 sowie ab dem 5. Juni 1942 auf T 20 der 3. Torpedobootsflottille. Am 4. September 1943 zog sich Gerhold im Dienst einen Schlüsselbeinbruch zu und wurde stationär vom 6. bis 22. Oktober 1943 im Reserve-Lazarett II in Lübeck behandelt.
Am 4. Dezember 1943 wurde er der Bildungs-Inspektion der Marine zugeteilt und arbeitete später in der Marine-Einsatz-Abteilung Heiligenhafen, von wo er sich etwa im Frühjahr 1944 freiwillig zu den neu aufgestellten Kleinkampfverbänden der Kriegsmarine meldete. Sein erster Kleinkampfeinsatz fand in der Nacht des 20. auf den 21. April 1944 im Hafen von Nettuno statt, wo Gerhold als einer von 23 Neger-Fahrern der K-Flottille 361 zugeteilt war. Hier erlebte Gerhold seine erste Feindberührung mit der alliierten Flotte.
Der K-Flottille 361 zugeteilt hatte Gerhold in der Nacht des 5. auf den 6. Juli 1944 seinen zweiten Kampfeinsatz gegen die alliierte Invasionsflotte in der Normandie vom Strand von Trouville aus. Einer Version der Ereignisse zufolge passierte Gerhold mit seinem Neger zuerst unbemerkt sechs britische Zerstörer in unmittelbarer Nähe, durchbrach den Sicherungsgürtel und griff den hinter diesen ankernden Kreuzer Dragon an. Der Torpedoeinschlag löste eine schwere Kesselexplosion aus, konnte das Schiff jedoch nicht vollständig versenken. Es wurde von der Royal Navy als Ships damaged beyond repair (Schiff irreparabel beschädigt) geführt und am 20. Juli als künstliches Riff für den Mulberry-Hafen B bei Courseulles-sur-Mer versenkt. Für diese Leistungen wurde Gerhold am 6. Juli 1944 als 233. Angehöriger der Kriegsmarine mit dem Ritterkreuz des Eisernen Kreuzes ausgezeichnet, welches ihm am 14. Juli 1944 durch Konteradmiral Hellmuth Heye verliehen wurde. Demgegenüber wird heute davon ausgegangen, dass Gerhold ein anderes Schiff zerstörte und der Angriff auf ORP Dragon durch Karl Heinz Potthast erfolgte. Nach dieser Tat sind keine weiteren Einsätze von Gerhold bei den Kleinkampfverbänden mehr dokumentiert.
Er war anschließend im Bereich der norwegischen Westküste im Stab von Admiral Otto von Schrader als Schreibermaat eingesetzt. Am 15. Juli 1945 wurde Gerhold aus der Kriegsmarine in der E-Stelle VI Heide (Holstein) entlassen und geriet in alliierte Kriegsgefangenschaft, die er bereits am 30. September 1945 wieder verließ.
Nach dem Krieg lebte Gerhold in Westfalen und arbeitete als Polizeibeamter.

## Auszeichnungen
- Ritterkreuz des Eisernen Kreuzes am 6. Juli 1944
- Nennung im Wehrmachtbericht am 16. Juli 1944
- Eisernes Kreuz II. Klasse am 24. Dezember 1942 und I. Klasse am 8. Juli 1944
- Verwundetenabzeichen in Schwarz am 23. Februar 1942
- Zerstörer-Kriegsabzeichen am 24. Dezember 1942

## Beförderungen
- Schreibergefreiter 1. Oktober 1941
- Schreibobergefreiter 1. Oktober 1942
- Schreibermaat 1. August 1944 (gemäß Sonderbefehl des K-Verbandes vom 28. Juli 1944)